# Bankówka
Bankówka (dawn. Zielonka Bankowa) – część miasta Zielonka, w województwie mazowieckim, w powiecie wołomińskim. Leży na południe od centrum Zielonki, w rejonie ulicy Bankowej.
Znajduje się tu stacja kolejowa Zielonka Bankowa.

## Historia
W latach 1867–1924 kolonia w gminie Bródno, a 1924–1952 w  gminie Marki w powiecie warszawskim. 20 października 1933 weszła w skład gromady Zielonka w granicach gminy Marki, składającej się z kolonii Horowa Góra, kolonii Nowa Zielonka, kolonii Podlesie, kolonii Zielonka Bankowa, kolonii Zielonka Letnisko i Poligonu Wojskowego.
1 stycznia 1948 gromadę Zielonka (z Bankówką) wyłączono z gminy Marki i włączono do nowo utworzonej gminy Zielonka, która 1 lipca 1952 weszła w skład nowo utworzonego powiatu wołomińskiego. 
1 stycznia 1956 gromadę Zielonka przekształcono w osiedle, przez co Bankówka stała się integralną częścią Zielonki, a w związku z nadaniem Zielonce praw miejskich 31 grudnia 1960 – częścią miasta.